# 映画配給社
社団法人映画配給社（えいがはいきゅうしゃ）は、かつて昭和の第二次世界大戦中に存在した映画配給を行なう社団である。略称映配（えいはい）。
戦後期に存在した映畫配給株式會社(映画「快傑ハヤブサ」の製作・配給を手掛けた)との関連は不明。

## 沿革
- 1942年2月6日 - 設立[1]
- 1945年8月15日 - 解散

## データ
- 所在地 : 東京府東京市京橋区京橋3丁目11番地
  - 現在の東京都中央区京橋3丁目7番6号、東京国立近代美術館フィルムセンターの位置

北緯35度40分32秒 東経139度46分14秒 / 北緯35.67556度 東経139.77056度
- 社長 : 植村泰二
- 支社 : 大阪、名古屋、福岡、札幌
- 出張所 : 門司、樺太、京城、台北

## 概要
1942年（昭和17年）2月6日、映画産業の戦時統制により、設立された。資本金は松竹、東宝映画（現在の東宝）、大日本映画製作（のちの大映、現在のKADOKAWA）、日本映画社（日映）の4社から各10万円（当時）の出資、政府からの補助金10万円、合計50万円とした。大日本映画製作は、同社の設立に先立ち、同年1月27日に企業統合が行なわれて設立された映画製作会社である。出資理事代表には元松竹京都撮影所長の白井信太郎が就任した。同社の設立により、製作会社がそれぞれ配給業務を行うのではなく、製作会社のいかんに関係なく、全ての作品の配給を同社が一貫して行うこととなった。同年3月20日、政府の正式認可が下りた。これに先立ち日映の業務部を同年2月末に吸収合併している。
政府の認可申請時の当初の役員は、以下の通り。
- 社長 : 植村泰二（東宝映画前社長）
- 常務理事 : 千葉吉造、金指英一
- 理事 : 佐生正三郎、阿部辰五郎、河合龍斎、古野伊之助（日映社長）
- 幹事 : 井上重正

社員（参加者）は、日映の古野伊之助、松竹の白井信太郎、東宝映画の大橋武雄、大映の河合龍斎であった。初年度予算は、歳入上半期が379万8,900円、同下半期が464万3,100円、歳出上半期が438万6,000円、同下半期が405万6,000円であった。同年4月1日、業務を開始、全国約2,300の映画館を紅系と白系の二系統に統一し、配給の全国一元化を実施した。同社が最初に配給した映画は、「紅系」が『緑の大地』（監督島津保次郎、製作東宝映画）、「白系」が『父ありき』（監督小津安二郎、製作松竹大船撮影所）で、いずれも4月1日に公開された。劇映画3社、ニュース映画1社（日本映画社）の製作する作品を、紅白の2系統に流すため、製作本数は激減した。
当社配給作品の冒頭には「撃ちてし 止まむ」「一億の 誠で包め 兵の家」の文字が数秒間表記されていた。
1945年（昭和20年）6月、映画配給社と大日本映画協会を合同統合し、製作・配給・興行を一貫して統制する「映画公社」が設立されたが、同年8月15日の終戦を機に映画法は廃止され、本法人は解散した。この映画公社が「紅系」「白系」システムで最後に配給した映画は、「紅系」が『伊豆の娘たち』（監督五所平之助、製作松竹大船撮影所）で8月30日、「白系」が『千日前附近』（監督マキノ正博、製作松竹京都撮影所）で10月25日にそれぞれ公開された。日本の映画全体が、同年は終戦までに29本、年内に合計43本しか公開されなかった。

## 興行系統

### 紅系

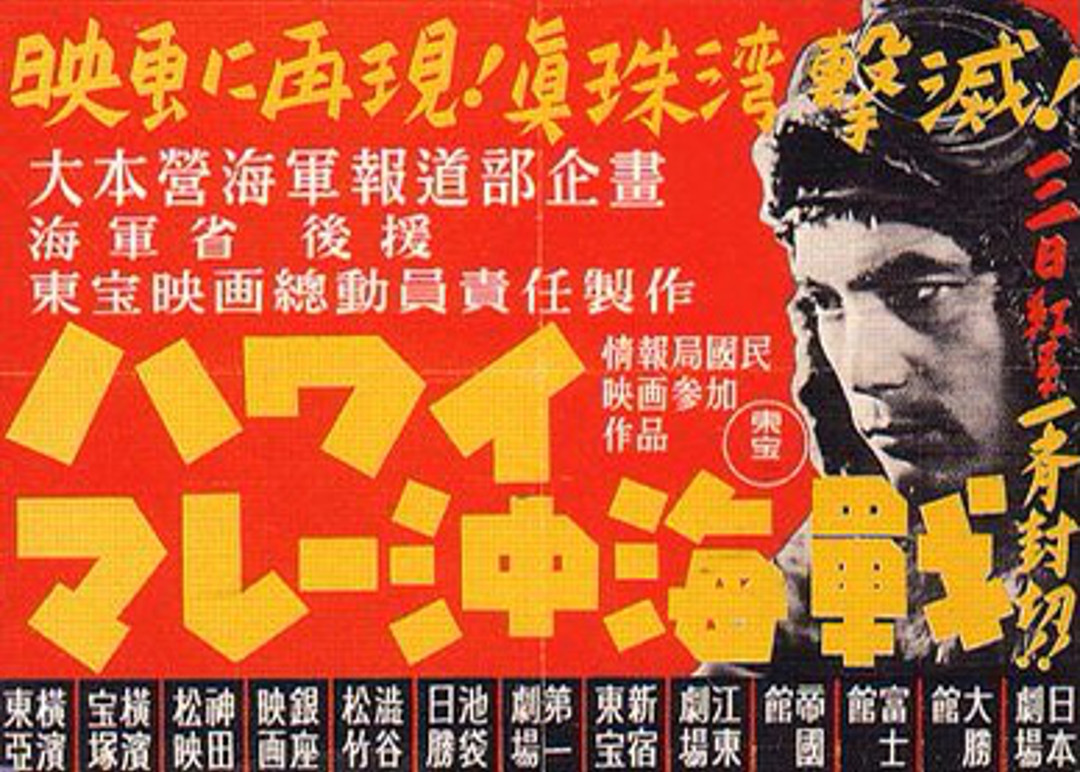
東宝映画が製作し1942年（昭和17年）12月3日に「紅系」で公開された『ハワイ・マレー沖海戦』（監督山本嘉次郎）のポスター。

1942年（昭和17年）当初の東京市内（現在の東京都23区内）における紅系封切館（紅1）の一覧である。
- 日本劇場 : 麹町区有楽町2丁目1番地、経営東宝劇場、支配人桑野明、観客定員数2979名
- 大勝館 : 浅草区浅草公園六区8号、経営松竹、支配人兼村栄一、観客定員数1178名
- 富士館 : 浅草区浅草公園六区7号、経営日活、支配人鈴木伊平、観客定員数1157名
- 帝國館 : 浅草区浅草公園六区6号、経営松竹、支配人島尾良造、観客定員数1280名
- 江東劇場 : 本所区江東橋4丁目1番地、経営今村信吉、支配人井上清蔵、観客定員数1436名
- 新宿東宝映画劇場 : 四谷区新宿3丁目25番地、経営東宝映画、支配人安江四郎、観客定員数1151名
- 新宿第一劇場 : 淀橋区角筈町1丁目1番地、経営松竹、支配人後藤栄一、観客定員数1533名
- 池袋日勝映画館 : 豊島区池袋町1丁目743番地、経営簱栄吉、支配人籏勇治、観客定員数685名
- 渋谷松竹映画劇場 : 渋谷区神宮通1丁目1番地、経営松竹、支配人金子欽哉、観客定員数1415名
- 銀座映画劇場（戦後のムーヴィー銀座） : 京橋区木挽町5丁目5番地、経営松竹、支配人川村錦四郎、観客定員数710名
- 神田松竹映画劇場 : 神田区小川町3丁目14番地、経営松竹、支配人三浦千七、観客定員数362名

### 白系
1942年（昭和17年）当初の東京市内における白系封切館（白1）の一覧である。
- 電氣館 : 浅草区浅草公園六区4号、経営大映、支配人藤澤圭之介、観客定員数1717名
- 国際劇場 : 浅草区芝崎町2丁目6番地、経営松竹、支配人山口松三郎、観客定員数3218名
- 神田日活館 : 神田区神保町1丁目6番地、経営日活、支配人真田正吉、観客定員数952名
- 帝都座（戦後の新宿日活劇場） : 四谷区新宿3丁目33番地、経営日活、支配人武井國夫、観客定員数1098名
- 邦楽座（戦後の丸の内ピカデリー） : 麹町区有楽町2丁目3番地、経営松竹、支配人肥後繁、観客定員数1162名
- 日比谷映画劇場 : 麹町区有楽町1丁目14番地、経営東宝劇場、支配人横手貞致、観客定員数1730名
- 銀座劇場 : 京橋区銀座2丁目1番地、経営松竹、支配人福田泉、観客定員数495名
- 本所映画館 : 本所区江東橋4丁目1番地、経営今村信吉、支配人井上清蔵、観客定員数1466名
- 池袋映画劇場 : 豊島区池袋町1丁目753番地、経営大塚鎌四郎、支配人田口勝三郎、観客定員数500名
- 武蔵野館 : 淀橋区角筈町1丁目1番地、経営松竹、支配人高堂貞次、観客定員数1581名
- 東横映画劇場（戦後の渋谷東宝映画劇場） : 渋谷区上通り3丁目23番地1号、経営東宝劇場、支配人牧村博、観客定員数1401名